# NGC 7706
NGC 7706 é uma galáxia lenticular (S0) localizada na direcção da constelação de Pisces. Possui uma declinação de +04° 57' 53" e uma ascensão recta de 23 horas, 35 minutos e 10,4 segundos.
A galáxia NGC 7706 foi descoberta em 16 de Outubro de 1827 por John Herschel.